# Caterina di Clermont
Caterina di Clermont (dopo il 1165 – 20 settembre 1212/1213) fu contessa consorte di Blois, Châteaudun e Chartres e Provins, dal 1184 al 1205 e reggente della contea, in assenza del marito dal 1202 al 1205 e fu inoltre Contessa di Clermont, dal 1091 al 1205, assieme al marito, Luigi di Blois, e poi dal 1205 alla sua morte col figlio, Tebaldo.

## Origine
Secondo il documento n° CCLX del Cartulaire de l'abbaye de Notre-Dame d'Ourscamp de l'ordre de Citeaux, era figlia del conte di Clermont, Rodolfo I, e della moglie Alice di Breteuil († 1196), figlia di Valerano III, Signore di Breteuil, discendente del Casato di Breteuil e della prima moglie, Holdeburge signora d'Ailly-sur-Noye e di Tartigny.
Rodolfo I di Clermont, anche se le Genealogiæ Scriptoris Fusniacensis non lo ricordano, era figlio del conte di Clermont, Rinaldo II, e della sua seconda moglie, Clemenza di Bar.

## Biografia
Caterina viene citata assiema alla madre (uxore mea comitissa Aeliza et filia mea Katerina) nel documento LVIII della Histoire de l'abbaye de Lannoy, datato 1174, inerente ad una donazione fatta dal padre, Rodolfo (Radulfus comes de Claromonte) all'abbazia di Notre-Dame di Lannoy;
Caterina viene citata assiema alla madre e alla sorella (uxore mea comitissa Aaliz, et filiabus meis, videlicet Catalina et Aaliz) nel documento 10 degli Archives de l´Hôtel-Dieu de Paris, datato 1177, inerente ad una donazione fatta dal padre, Rodolfo (Radulphus, Dei Gratia comes Clarimontis) all'Hôtel-Dieu di Parigi;
inoltre viene citata in tre documenti del Cartulaire de l'abbaye de Notre-Dame d'Ourscamp de l'ordre de Citeaux, sempre inerente a donazioni fatte dal padre, Rodolfo, all'abbazia di Notre-Dame d'Ourscamp:
- il documento n° CCLX, datato 1178, assieme alla madre e alla sorella (Adelidis, uxoris mee, et filiarum mearum Katerine et Adelidis)[1]
- il documento n° CCLXIII, datato 1178, assieme alla madre e alla sorella (Aelidis, uxor mea, et Katerina et Adelidis filie mee)[5]
- il documento n° CCLXIV, datato 1182, assieme alla madre e al fratello (uxore mea, Aelis, filio que meo Philippo et Katarina filia mee)[6].

conti di Blois

Caterina, nel 1184, fu data in moglie all'erede delle contee di Blois, Chartres, Châteaudun, Provins, Luigi, che, secondo il documento n° XXV degli Archives de la Maison-Dieu de Châteaudun, era figlio del conte di Blois, Châteaudun, Chartres e Provins, Tebaldo V di Blois e, come conferma anche la Chronica Albrici Monachi Trium Fontium di Alice di Francia che, sia secondo il cronista e monaco benedettino inglese, Matteo di Parigi, che secondo la Chronica Albrici Monachi Trium Fontium, era la figlia secondogenita di Luigi VII, detto il Giovane, re di Francia, e della duchessa d'Aquitania e Guascogna e contessa di Poitiers, Eleonora d'Aquitania, che, ancora secondo la Chronica Albrici Monachi Trium Fontium, era la figlia primogenita del duca di Aquitania, duca di Guascogna e conte di Poitiers, Guglielmo X il Tolosano e della sua prima moglie, Aénor di Châtellerault († dopo il 1130), figlia del visconte Americo I di Châtellerault e della Maubergeon, che al momento della sua nascita era l'amante di suo nonno Guglielmo IX il Trovatore.
Caterina viene citata come moglie (Catharina uxore) nel documento n° CXXIV delle Chartes Vendômoises, datato 1190, assieme al marito, Luigi, conte di Blois e di Clermont (Louis C. de Blois et de Clermont) e assieme alla suocera, Alice (Adelicie comitisse Blessensis matris).
Secondo lo storico britannico e noto medievalista e bizantinista, Steven Runciman, suo suocero, Tebaldo, morì di dissenteria, all'Assedio di San Giovanni d'Acri (1189-1191); anche il cronista e monaco benedettino inglese, Matteo di Parigi, elenca Tebaldo assieme al fratello Stefano, conte di Sancerre (Theodbaldus Bloeensis comes, Stephanus frater eius comes), nei nobili che morirono durante l'assedio.
Alla morte di Tebaldo, nel titolo di conte di Blois, gli succedette Luigi, il marito di Caterina.
In quello stesso anno, 1191, morì anche il padre di Caterina, Raul I, conte di Clermont, molto probabilmente all'Assedio di San Giovanni d'Acri (1189-1191), come conferma il Gisleberti Chronicon Hanoniense, citandolo tra i morti della terza crociata, per cui Caterina, assieme al marito, Luigi, ereditò il titolo di contessa di Clermont.
In quegli anni, suo marito, Luigi viene citato in diversi documenti, assieme alla moglie:
- il n° XLII degli Archives de la Maison-Dieu de Châteaudun, del 1196, assieme alla madre, Alice, alla moglie, Caterina e alla sorella, Margherita[16]
- il n° LI degli Archives de la Maison-Dieu de Châteaudun, del 1200, assieme alla moglie, Caterina, ai figli, Tebaldo e Giovanna, e alla sorella, Margherita[17].
- il n° CLI dei  Cartulaire de Notre-Dame de Chartres, tome II , del 1201, assieme alla moglie, Caterina, ai figli, Tebaldo Giovanna e Rodolfo, e alla sorella, Margherita[18]
- il n° LXVII degli Archives de la Maison-Dieu de Châteaudun, del 1202, assieme alla moglie, Caterina, ai figli, Tebaldo e Giovanna, e alla sorella, Margherita[19].

A seguito dell'appello del papa Innocenzo III del 1198, suo marito, Luigi, assieme a tutti i partecipanti al torneo, organizzato, nel 1199, nel suo castello di Écry-sur-Aisne, da suo cugino (figlio della zia, Maria di Francia, la sorella di sua madre), Tebaldo III, conte di Champagne, decise di aderire alla IV crociata.
Nel 1200, Tebaldo III, venne designato ad essere il capo della IV crociata; la scelta fu gradita anche da papa Innocenzo III.
Nel 1202, suo marito, Luigi partì, raggiunse Venezia, dove si imbarcò per la quarta crociata, che conquistò Bisanzio due anni dopo fondando l'Impero latino ed il primo imperatore fu Baldovino I, Conte delle Fiandre e di Hainaut. 

Dopo la partenza del marito, Caterina assunse la reggenza delle contee: infatti il documento CCLXIX del Cartulaire de l'abbaye de Notre-Dame d'Ourscamp de l'ordre de Citeaux, datato 1202, Caterina si cita come contessa di Blois e di Clermont (Katelina Blesis et Clarimuntis comitissa).
Nel 1205 suo marito, Luigi, assieme a Baldovino I, Enrico Dandolo, e Goffredo di Villehardouin, lo storico e trovatore, marciarono su Adrianopoli, nell'intento di assediarla, ma, il 14 aprile 1205, furono sconfitti, Baldovino I cadde prigioniero e Luigi rimase ucciso; gli Obituaires de Sens Tome II, Eglise cathédrale de Chartres, Obituaire du xii siècle confermano la morte di Luigi (Ludovicus comes Blesensis) il 15 aprile (XVII Kal Mai) e che la madre e la moglie, Caterina fecero una donazione per la sua anima.

Alla morte di Luigi, nelle varie contee, gli succedette il figlio Tebaldo VI, che affiancò la madre nella Contea di Clermont.
Caterina morì nel 1212 o 1213; gli Obituaires de Sens Tome II, Eglise cathédrale de Chartres, Obituaire du xii siècle confermano la morte di Caterina (Katerina, nobilis comitissa Blesensis et Clarimontis) il 20 settembre (XII Kal Oct) e che il figlio, Tebaldo VI fece una donazione per la sua anima.

## Figli
Caterina a Luigi diede tre figli:
- Tebaldo VI[17] († 1218), conte di Blois, Chartres, Châteaudun e Clermont;
- Rodolfo († tra il 1201 ed il 1202), citato solo nel documento n° CLI dei  Cartulaire de Notre-Dame de Chartres, tome II , del 1201[18];
- Giovanna († dopo il 1202), citata un'ultima volta nel documento n° LXVII degli Archives de la Maison-Dieu de Châteaudun, del 1202[19].

### Fonti primarie
- (LA)  Chartes Vendômoises.
- (LA)  William of Tyre, Historia rerum in partibus transmarinis gestarum.
- (LA)  Matthæi Parisiensis, monachi Sancti Albani, Chronica majora, vol I.
- (LA)  Matthæi Parisiensis, monachi Sancti Albani, Chronica majora, vol II.
- (LA)  Archives de la Maison-Dieu de Châteaudun.
- (LA)  Cartulaire de Notre-Dame de Chartres, tome II.
- (LA)  Obituaires de la province de Sens. Tome 2.
- (LA)  Histoire de l'abbaye de Lannoy.
- (LA)  Cartulaire de l'abbaye de Notre-Dame d'Ourscamp de l'ordre de Citeaux.
- (LA)  Monumenta Germaniae Historica, Scriptores, tomus XIII.
- (LA)  Monumenta Germanica Historica, tomus XXIII.
- * (LA)  Monumenta Germaniae Historica, Scriptores, tomus XXI.
- (FR)  Recueil des historiens des croisades. Historiens occidentaux. Tome II.
- (LA)  Archives de l´Hôtel-Dieu de Paris.

### Letteratura storiografica
- D.M. Nicol, "La quarta crociata e gli imperi greco e latino, 1204 - 1261", cap. XIV, vol. III (L'impero bizantino) della Storia del mondo medievale, 1999, pp. 503–558